# XHBAK-FM
XHBAK-FM es una radio comunitaria indígena que transmite desde Bachajón, Chilón, Chiapas en el 98.7 MHz de FM con 0.997 kW de potencia. Conocida como Radio Ach'lequilc'op transmite principalmente en Tzeltal, atendiendo a las comunidades indígenas de la región. La radio recibe la participación de voluntarios y estudiantes.

## Historia
La estación inició transmisiones el 21 de marzo de 2015, después de haber recibido su permiso en septiembre de 2014. Para la solicitud del permiso la radio reunió más de 8000 firmas de las comunidades de la región.
Originalmente se le otorgó el permiso a Comunicación Educativa y Cultural Bats'il K'op, A.C. A partir de la Reforma de Telecomunicaciones, en febrero del 2017 se hizo la transición a Concesión Social Indígena, formalmente otorgándole la estación a la comunidad Tseltal de la región, convirtiendo a esta población indígena en dueños de la radiodifusora.